# Neurexine
 (septembre 2022).
La mise en forme du texte ne suit pas les recommandations de Wikipédia : il faut le « wikifier ».
Les points d'amélioration suivants sont les cas les plus fréquents. Le détail des points à revoir est peut-être précisé sur la page de discussion.
- Les titres sont pré-formatés par le logiciel. Ils ne sont ni en capitales, ni en gras.
- Le texte ne doit pas être écrit en capitales (les noms de famille non plus), ni en gras, ni en italique, ni en « petit »…
- Le gras n'est utilisé que pour surligner le titre de l'article dans l'introduction, une seule fois.
- L'italique est rarement utilisé : mots en langue étrangère, titres d'œuvres, noms de bateaux, etc.
- Les citations ne sont pas en italique mais en corps de texte normal. Elles sont entourées par des guillemets français : « et ».
- Les listes à puces sont à éviter, des paragraphes rédigés étant largement préférés. Les tableaux sont à réserver à la présentation de données structurées (résultats, etc.).
- Les appels de note de bas de page (petits chiffres en exposant, introduits par l'outil «  Source ») sont à placer entre la fin de phrase et le point final[comme ça].
- Les liens internes (vers d'autres articles de Wikipédia) sont à choisir avec parcimonie. Créez des liens vers des articles approfondissant le sujet. Les termes génériques sans rapport avec le sujet sont à éviter, ainsi que les répétitions de liens vers un même terme.
- Les liens externes sont à placer uniquement dans une section « Liens externes », à la fin de l'article. Ces liens sont à choisir avec parcimonie suivant les règles définies. Si un lien sert de source à l'article, son insertion dans le texte est à faire par les notes de bas de page.
- La présentation des références doit suivre les conventions bibliographiques. Il est recommandé d'utiliser les modèles {{Ouvrage}}, {{Chapitre}}, {{Article}}, {{Lien web}} et/ou {{Bibliographie}}. Le mode d'édition visuel peut mettre en forme automatiquement les références.
- Insérer une infobox (cadre d'informations à droite) n'est pas obligatoire pour parachever la mise en page.

Pour une aide détaillée, merci de consulter Aide:Wikification.
Si vous pensez que ces points ont été résolus, vous pouvez retirer ce bandeau et améliorer la mise en forme d'un autre article.
Les neurexines (NRXN) sont une famille de protéines d'adhésion cellulaire présynaptique qui jouent un rôle dans la connexion des neurones à la synapse. Elles sont principalement situées sur la membrane présynaptique et contiennent un seul domaine transmembranaire. Le domaine extracellulaire interagit avec les protéines de la fente synaptique, notamment la neuroligine, tandis que la partie cytoplasmique intracellulaire interagit avec les protéines associées à l'exocytose. La neurexine et la neuroligine se « serrent la main », entraînant la connexion entre deux neurones et la production d'une synapse. Les neurexines assurent la médiation de la signalisation à travers la synapse ; elles influencent les propriétés des réseaux de neurones, par les spécificités de leurs synapses.
Les neurexines ont été découvertes en tant que récepteurs de l'α-latrotoxine, une toxine spécifique aux vertébrés dans le venin d'araignée veuve noire qui se lie aux récepteurs présynaptiques et induit une libération massive de neurotransmetteurs.
Chez l'homme, des altérations des gènes codant pour les neurexines sont impliquées dans l'autisme et d'autres maladies neuro-cognitives (ex. : syndrome de Tourette et schizophrénie).

## Structure
Chez les mammifères, la neurexine est codée par trois gènes différents (NRXN1, NRXN2 et NRXN3). Chacun est contrôlé par deux promoteurs différents, un alpha en amont (α) et un bêta en aval (β), résultant en alpha-neurexines 1-3 (α- neurexines 1-3) et bêta-neurexines 1-3 (β-neurexines 1-3).
Il existe un épissage alternatif sur cinq sites dans l'α-neurexine et deux dans la β-neurexine ; plus de 2 000 variantes d'épissage sont possibles au total, suggèrent que les neurexines ont un rôle important dans la détermination de la spécificité des synapses.
Les protéines codées sont structurellement similaires à la laminine, à la slit et à l'agrine, trois autres protéines impliquées dans le guidage axonal et la synaptogenèse.
Les α-neurexines et les β-neurexines ont des domaines intracellulaires identiques mais des domaines extracellulaires différents. Le domaine extracellulaire de l'α-neurexine est composé de trois répétitions de neurexine qui contiennent chacune des domaines LNS (laminine, neurexine, globuline liant les hormones sexuelles) - EGF (facteur de croissance épidermique) - LNS. N1α se lie à une variété de ligands, y compris les neuroligines et les récepteurs GABA, bien que les neurones de chaque type de récepteur expriment des neurexines.
Les β-neurexines sont des versions plus courtes des α-neurexines, contenant un seul domaine LNS. Les β-neurexines (situées en position présynaptique) agissent comme des récepteurs pour la neuroligine (situées en position post-synaptique). De plus, la β-Neurexine s'est également avérée jouer un rôle dans l'angiogenèse.
L'extrémité C-terminale de la courte section intracellulaire des deux types de neurexines se lie à la synaptotagmine et aux domaines PDZ (densité post-synaptique (PSD)-95/discs large/zona-occludens-1) de CASK et Mint. Ces interactions forment des connexions entre les vésicules synaptiques intracellulaires et les protéines de fusion. Ainsi, les neurexines jouent un rôle important dans l'assemblage de la machinerie présynaptique et post-synaptique.
Trans-synapses, les domaines LNS extracellulaires possèdent une région fonctionnelle, la surface hyper-variable, formée de boucles portant trois inserts d'épissage. Cette région entoure un ion Ca 2+ coordonné et est le site de liaison de la neuroligine résultant en un complexe neurexine-neuroligine Ca 2+ dépendant à la jonction des synapses chimiques.

## Expression et fonction
Les neurexines sont distribuées de manière diffuse dans les neurones, mais se concentrent aux terminaisons présynaptiques à mesure que les neurones mûrissent. Il existe un dialogue trans-synaptique entre la neurexine et la neuroligine. Ce déclencheur bidirectionnel aide à la formation de synapses, c'est un élément clé pour modifier le réseau neuronal. La surexpression de l'une ou l'autre de ces protéines provoque une augmentation des sites de formation de synapses, fournissant ainsi la preuve que la neurexine joue un rôle fonctionnel dans la synaptogenèse. À l'inverse, le blocage des interactions β-neurexine réduit le nombre de synapses excitatrices et inhibitrices.
On ne sait pas encore comment la neurexine favorise la formation de synapses. Une possibilité est que l'actine serait polymérisée à l'extrémité arrière de la β-neurexine, qui piège et stabilise les vésicules synaptiques qui s'accumulent. Cela forme un cycle d'alimentation vers l'avant, où de petits groupes de β-neurexines recrutent plus de β-neurexines et de protéines d'échafaudage pour former un grand contact adhésif synaptique.

## Liaison neurexine-neuroligine

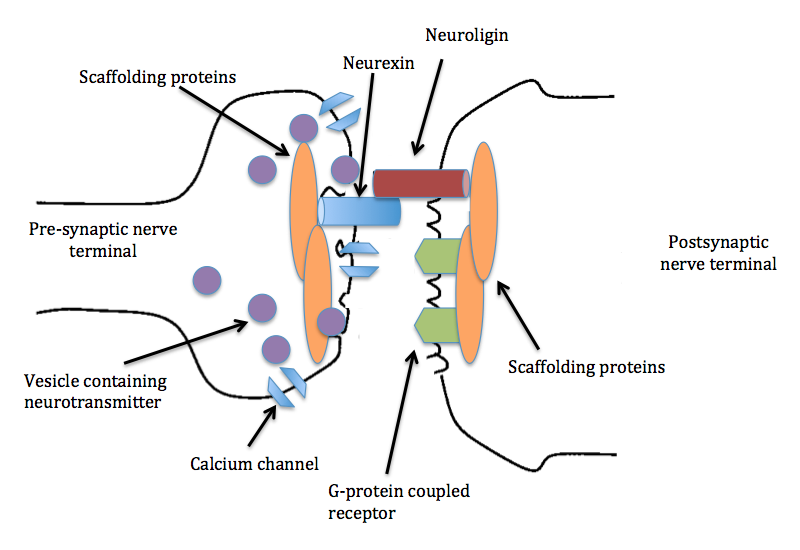
Le dialogue trans-synaptique entre la neurexine et la neuroligine organise l'apposition de la machinerie pré- et post-synaptique en recrutant des protéines d'échafaudage et d'autres éléments synaptiques tels que les récepteurs NMDA, CASK et la synaptotagmine, qui sont tous nécessaires à l'existence d'une synapse.

Les différentes combinaisons entre neurexine à neuroligine ainsi que l'épissage alternatif des gènes de neuroligine et de neurexine contrôlent la liaison entre les neuroligines et les neurexines, ajoutant à la spécificité des synapses.
Les neurexines seules peuvent recruter des neuroligines dans les cellules postsynaptiques vers une surface dendritique, ce qui entraîne des récepteurs de neurotransmetteurs regroupés et d'autres protéines et machines postsynaptiques. Leurs partenaires neuroligines peuvent induire des terminaisons présynaptiques en recrutant des neurexines. La formation de synapses peut donc être déclenchée dans les deux sens par ces protéines.
Les neuroligines et les neurexines régulent aussi la formation de synapses glutamatergiques (excitatrices) et les contacts GABAergiques (inhibitrices) en utilisant un lien neuroligine. La régulation de ces contacts suggère que la liaison neurexine-neuroligine pourrait équilibrer l'entrée synaptique ou maintenir un rapport optimal entre les contacts excitateurs et inhibiteurs.

### Implication dans d'autres interactions
Les neurexines ne se lient pas seulement à la neuroligine. Les partenaires de liaison supplémentaires de la neurexine sont le dystroglycane et les neuroexophilines. Le dystroglycane dépend du Ca 2+ et se lie préférentiellement aux α-neurexines sur les domaines LNS dépourvus d'inserts d'épissage. Chez la souris, une délétion du dystroglycane provoque une altération de la potentialisation à long terme et des anomalies du développement similaires à la dystrophie musculaire ; cependant, la transmission synaptique de base est normale. Les neuroexophilines sont indépendantes du Ca 2+ et se lient exclusivement aux α-neurexines sur le second domaine LNS. L'augmentation des réponses de sursaut et la coordination motrice altérée des souris knock-out pour la neuroexophiline indiquent que les neuroexophilines ont un rôle fonctionnel dans certains circuits. La signification de la relation entre la neurexine et le dystroglycane ou les neuroexophilines n'est toujours pas claire.

## Répartition au sein des espèces
Les membres de la famille des neurexines n'existent pas chez tous les animaux (en particulier chez les métazoaires basaux tels que les porifères (éponges), les cnidaires (méduses) et les Ctenophora (organismes planctoniques marins carnivores, transparents et à symétrie rotationnelle). Les porifères n'ayant pas de synapses, le rôle des neurexines dans ces organismes reste inconnu.
Des homologues de l'α-neurexine ont été retrouvés chez plusieurs espèces d'invertébrés, notamment la drosophile, Caenorhabditis elegans, les abeilles et l'aplysie. 
Chez Drosophila melanogaster, les gènes NRXN (une seule α-neurexine) sont critiques dans l'assemblage des jonctions neuromusculaires glutamatergiques mais sont beaucoup plus simples. Leurs rôles fonctionnels chez les insectes sont probablement similaires à ceux des vertébrés.

## Rôle dans la maturation synaptique
La neurexine et la neuroligine sont actives dans la maturation des synapses et pour l'adaptation de la force synaptique.
Des études chez des souris knock-out montrent que les groupes de liens trans-synaptiques n'augmentent pas le nombre de sites synaptiques, mais plutôt la force des synapses existantes. La suppression des gènes de la neurexine chez les souris a considérablement altéré la fonction synaptique, mais sans modifier la structure synaptique. Ceci est attribué à l'altération de canaux ioniques spécifiques (voltage-dépendants). La neuroligine et la neurexine ne sont pas indispensables à la formation synaptique, mais elles sont des composants essentiels pour son bon fonctionnement.

## Importance clinique et applications
Des mutations dans les gènes codant pour la neurexine et la neuroligine ont été récemment reliées à un éventail de troubles cognitifs : troubles du spectre autistique (TSA), schizophrénie et déficience mentale. Les mécanismes de ces états ou maladies cognitives restent difficiles à comprendre, car se caractérisant par des changements subtils dans un sous-groupe de synapses dans un circuit plutôt que par une altération de tous les systèmes dans tous les circuits.
Selon le circuit touché, ces modifications subtiles des synapses semblent produire des symptômes neurologiques particuliers, correspondant a priori à la classification de différentes maladies. Des contre-arguments à ce lien suspecté entre troubles cognitifs et mutations existent. Ils invitent à approfondir la connaissance des mécanismes sous-jacents à ces troubles cognitifs.

### Autisme, TSA
L'autisme est un trouble neurodéveloppemental caractérisé par des déficits qualitatifs du comportement social et de la communication, comprenant souvent des schémas de comportement spécifiques, envahissants et répétitifs. 
Un faible pourcentage de patients atteints de TSA présentent des mutations uniques dans les gènes codant pour les molécules d'adhésion cellulaire neuroligine-neurexine. La neurexine est cruciale pour la fonction synaptique et la connectivité, comme le souligne le large éventail de phénotypes neurodéveloppementaux chez les personnes présentant des délétions de la neurexine. Ceci prouve que les délétions de la neurexine entraînent un risque accru de TSA et indiquent un dysfonctionnement des synapses comme site possible d'origine de l'autisme.
Les expériences sur les souris KO de l'α-neurexine II (Nrxn2α) du Dr Steven Clapcote et al. démontrent un rôle causal de la perte de Nrxn2α dans la genèse des comportements liés à l'autisme chez la souris.

### Schizophrénie
La schizophrénie est une maladie neuropsychiatrique très handicapante avec de multiples gènes et expositions environnementales impliquées dans sa genèse. La suppression du gène NRXN1 augmente le risque de schizophrénie.
Les duplications et les délétions génomiques au niveau micro — appelées variantes du nombre de copies (CNV) — sous-tendent souvent les syndromes neurodéveloppementaux. Les analyses à l'échelle du génome suggèrent que les personnes atteintes de schizophrénie ont des variantes structurelles rares qui ont supprimé ou dupliqué un ou plusieurs gènes.
Vers 2005, ces études n'indiquent qu'un risque accru. Des recherches supplémentaires sont nécessaires pour élucider les mécanismes sous-jacents de la genèse des maladies cognitives.

### Déficience intellectuelle et syndrome de Gilles de la Tourette
Comme la schizophrénie, la déficience intellectuelle et le syndrome de Tourette sont associés aux délétions de NRXN1,. Les gènes NRXN 1 à 3 sont essentiels à la survie et jouent un rôle central et qui se chevauchent les uns avec les autres dans le développement neurologique. Ces gènes sont directement perturbés dans le syndrome de Tourette par des réarrangements génomiques indépendants. Les mutations NLGN4 peuvent être associées à un large éventail de troubles neuropsychiatriques qui semblent plus légers.